# Supercopa Juvenil FCF 2024
La Supercopa Juvenil FCF de 2024 fue la XIV edición del campeonato juvenil de fútbol en Colombia. Es organizado por la Federación Colombiana de Fútbol con apoyo de la División Mayor del Fútbol Colombiano y la División Aficionada del Fútbol Colombiano, el cual sirve como proyección de futbolistas y árbitros al profesionalismo.
El campeón, Fortaleza CEIF, logró su primer título y ganó el cupo para representar a Colombia en la Copa Libertadores Sub-20 de 2025.
En esta edición participaron un total de 30 futbolistas inscritos por cada club, 29 nacidos a partir del 1 de enero de 2004 y un arquero nacido a partir del 1 de enero de 2002.
Este torneo contó con la participación de 63 clubes: 36 profesionales (afiliados a Dimayor) y 27 aficionados (afiliados a Difutbol).

## Sistema de juego
- Primera fase: Inicialmente la I Fase se jugaría dividiendo los sesenta (60) equipos en seis (6) Grupos, los cuales se denominarán Grupo “A”, Grupo “B”, Grupo “C”, Grupo “D”, Grupo “E” y Grupo "F". En cada grupo se jugará por el sistema de todos contra todos a dos (2) vueltas (local y visitante). Jugadas todos los partidos (18 fechas) los dos primeros equipos con mejor puntaje y los cuatro mejores terceros clasificaran a la II Fase del torneo.

- Segunda fase (Octavos de final): Organizados según la tabla de reclasificación por puntos, sin importar el número de partidos jugados del torneo se enfrentarán en partidos de ida y vuelta de la siguiente manera:

Llave S1: Equipo 16 vs. Equipo 1
Llave S2: Equipo 15 vs. Equipo 2
Llave S3: Equipo 14 vs. Equipo 3
Llave S4: Equipo 13 vs. Equipo 4
Llave S5: Equipo 12 vs. Equipo 5
Llave S6: Equipo 11 vs. Equipo 6
Llave S7: Equipo 10 vs. Equipo 7
Llave S8: Equipo 9 vs. Equipo 8
- Tercera fase (Cuartos de final): Los ocho equipos ganadores de la fase anterior se enfrentan en partidos de ida y vuelta siendo local en la segunda fecha el equipo con mejor puntuación el equipo con mejor posición en la tabla de reclasificación sumadas las fases I y II, enfrentándose de la siguiente manera:

Llave A: Ganador S1 vs. Ganador S8
Llave B: Ganador S2 vs. Ganador S7
Llave C: Ganador S3 vs. Ganador S6
Llave D: Ganador S4 vs. Ganador S5
- Cuarta fase (Semifinales): Los cuatro equipos ganadores de la fase anterior se enfrentan en partidos de ida y vuelta siendo local en la segunda fecha el equipo con mejor puntuación el equipo con mejor posición en la tabla de reclasificación sumadas las fases I, II y III, enfrentándose de la siguiente manera:

Llave F1: Ganador A vs. Ganador D
Llave F2: Ganador B vs. Ganador C
- Final: Los dos equipos ganadores de la fase anterior se enfrentan en partidos de ida y vuelta siendo local en la segunda fecha el equipo con mejor puntuación el equipo con mejor posición en la tabla de reclasificación sumadas las fases I, II, III, IV.

Descenderán los últimos 10 clubes de la tabla de reclasificación, ascenderán los 10 mejores del Torneo Sub-20 B

## Equipos participantes

### Relevo anual de clubes
El relevo de clubes fue confirmado por la Federación Colombiana de Fútbol una vez los equipos realizaron su inscripción.
| Ascensos a la Supercopa Juvenil FCF                 |
| --------------------------------------------------- |
| Boyacá Chicó                                        |
| Atlético Faustino Asprilla (Semifinalista Sub-20 B) |
| Depor Valencia (Semifinalista Sub-20 B)             |
| Urabá Soccer (Sexta Fase Sub-20 B)                  |
| Olympic C. D. (Sexta Fase Sub-20 B)                 |
| Ciclos F. C. (Quinta Fase Sub-20 B)                 |
| CEIF F. C. (Quinta Fase Sub-20 B)                   |
| Real Cumare (Quinta Fase Sub-20 B)                  |
| Talentos Envigado (Quinta Fase Sub-20 B)            |
| Cordeajax (Cuarta Fase Sub-20 B)                    |

| Descendidos al Torneo Sub-20 B por Reclasificación |
| -------------------------------------------------- |
| Real Aguachica (Puesto 60°)                        |
| Cartagena F. C. (Puesto 59°)                       |
| Atlético Real Boyacá (Puesto 58°)                  |
| Sellos Colombianos (Puesto 57°)                    |
| Atlético Zamba (Puesto 56°)                        |
| Atlético Chapinero (Puesto 53°)                    |
| Distrito F. C. (Puesto 51°)                        |

### Datos de los clubes
Nota: Los equipos participantes inscriben un estadio o cancha principal para sus partidos en condición de local, pero pueden alternar su sede con autorización previa de la organización, por transmisión de televisión, razones logísticas o fuerza mayor.
| Grupo A | Grupo A                                                                                          | Grupo A | Grupo A |
| Equipo | Ciudad                                                                                           | Estadio/Cancha | Ubicación |
| --- | ------------------------------------------------------------------------------------------------ | --- | --- |
| - Alberto Zamora F. C. - Bogotá F. C. - Boyacá Chicó - Fortaleza CEIF - La Equidad - Maracaneiros - Millonarios - Patriotas - Plata Vinotinto y Oro - Santa Fe - Tigres F. C. | - Bogotá - Bogotá - Tunja - Bogotá - Bogotá - Bogotá - Bogotá - Tunja - Bogotá - Bogotá - Bogotá | - Cancha auxiliar Estadio Olaya Herrera - Sede Deportiva Chorrillos - Sede Deportiva Isabelita Pimentel - La Fortaleza - Sede Deportiva Carlos Mario Zuluaga - Finca Maracaná - Sede Deportiva Xcoli - Sede Deportiva Patriotas - Estadio Eduardo Orozco Mendoza - Dimenor - Sede Deportiva Santa Fe - Finca Maracaná | - Rafael Uribe Uribe - Vía Suba-Cota - Soracá - Vía Suba-Cota - Usaquén - Tenjo - Arrayanes - Tunja - Vía Suba-Cota - Tenjo - Tenjo |

| Grupo B | Grupo B | Grupo B | Grupo B |
| Equipo | Ciudad | Estadio/Cancha | Ubicación |
| --- | --- | --- | --- |
| - Águilas Doradas - Atlético Nacional - Ciclos F. C. - Envigado F. C. - Independiente Medellín - Itagüí Leones - Talentos Envigado - Tiendas Margo's - Total Soccer - Turbo F. C. - Urabá Soccer | - Rionegro - Medellín - Medellín - Envigado - Medellín - Itagüí - Envigado - Envigado - La Ceja - Turbo - Apartadó | - Campo Santander - Sede Deportiva de Atlético Nacional - Cancha Marte No.1 - Estadio Polideportivo Sur - Sede Deportiva Raúl Giraldo - Cancha Municipal - Estadio El Dorado - Estadio El Dorado - Estadio Carlos Alberto Bernal - Estadio John Jairo Tréllez - Estadio Santiago Santacruz Rambay | - Rionegro - Guarne - Medellín - Envigado - Rionegro - Itagüí - Envigado - Envigado - La Ceja - Turbo - Apartadó |

| Grupo C | Grupo C                                                                                      | Grupo C | Grupo C                                                                                          |
| Equipo | Ciudad                                                                                       | Estadio/Cancha | Ubicación                                                                                        |
| --- | -------------------------------------------------------------------------------------------- | --- | ------------------------------------------------------------------------------------------------ |
| - América de Cali - Atlético F. C. - Atlético Faustino Asprilla - Boca Juniors de Cali - Depor Valencia - Deportes Quindío - Deportivo Cali - Deportivo Pasto - Deportivo Pereira - Internacional F. C. - Orsomarso | - Cali - Cali - San Pedro - Cali - Cali - Armenia - Cali - Pasto - Pereira - Palmira - Yumbo | - Sede Deportiva La Candela - Estadio Comfandi - Finca Criadero Santino - Sede Deportiva La Troja - Sede Deportiva La Troja - Estadio Centenario - Sede Deportivo Cali - Sede Deportiva Botana - Complejo Deportivo CORDEP - Sede Deportiva Tres Esquinas - Sede Deportiva Águila Roja | - Cali - Cali - San Pedro - Cali - Cali - Armenia - Pance - Pasto - Pereira - Tuluá - Candelaria |

| Grupo D | Grupo D | Grupo D | Grupo D |
| Equipo | Ciudad | Estadio/Cancha | Ubicación |
| --- | --- | --- | --- |
| - Academia de Crespo - Barranquilla F. C. - Costa Azul - Deportivo Galapa - Fusión Caribe - Jaguares - Junior - Real Cartagena - River Magdalena - Unión Magdalena | - Cartagena - Barranquilla - Puerto Colombia - Galapa - Barranquilla - Montería - Barranquilla - Cartagena - Barranquilla - Santa Marta | - Cancha San Fernando - Sede Deportiva Bombona - Estadio Lulio González - Polideportivo de Galapa - Estadio Moderno Julio Torres - Sede Deportiva Jaguares - Sede Deportiva Bombona - Cancha San Fernando - Estadio Moderno Julio Torres - Sede Vacacional Los Trupillos | - Cartagena - Malambo - Puerto Colombia - Galapa - Barranquilla - Caño Viejo las Lamas - Malambo - Cartagena - Barranquilla - Santa Marta |

| Grupo E | Grupo E                                                                                                  | Grupo E | Grupo E |
| Equipo | Ciudad                                                                                                   | Estadio/Cancha | Ubicación |
| --- | --- | --- | --- |
| - Alianza F. C. - Alianza Vallenata - Cordeajax - Cúcuta Deportivo - Cúcuta F. C. - Darsena F. C. - Olímpicas Fútbol - Olympic C. D. - San Francisco F. C. | - Valledupar - Valledupar - Montería - Cúcuta - Cúcuta - Cartagena - Cúcuta - Floridablanca - Valledupar | - Cancha Galo Celedón - Cancha Galo Celedón - Universidad de Córdoba - Sede Cúcuta Deportivo - Estadio Gran Colombiano - Cancha San Fernando - Polideportivo Chapinero - Cancha Marte - Cancha Galo Celedón | - Valledupar - Valledupar - Montería - Villa del Rosario - Villa del Rosario - Cartagena - Cúcuta - Bucaramanga - Valledupar |

| Grupo F | Grupo F | Grupo F | Grupo F |
| Equipo | Ciudad | Estadio/Cancha | Ubicación |
| --- | --- | --- | --- |
| - Atlético Bucaramanga - Atlético Huila - CEIF F. C. - Deportes Tolima - Llaneros - Martín García & RJB - Once Caldas - PSD Panteras - Real Cumare - Real Cundinamarca - Real Santander | - Bucaramanga - Neiva - Bogotá - Ibagué - Villavicencio - Villavicencio - Manizales - Bucaramanga - Cumaral - Bogotá - Piedecuesta | - Sede Deportiva Barlovento - Sede Deportiva Atlético Huila - La Fortaleza - Sede Deportiva San Gabriel - C. auxiliar Estadio Bello Horizonte - Rey Pelé - Cancha Menegua - Cancha Luis Fernando Montoya - Cancha Marte - Cancha La Bombonera - Estadio Villa Olímpica - Estadio Villa Concha | - Bucaramanga - Neiva - Vía Suba-Cota - Ibagué - Villavicencio - Villavicencio - Manizales - Bucaramanga - Villavicencio - Chía (Cundinamarca) - Piedecuesta |

## Fase de grupos
- La hora de cada encuentro corresponde a la hora legal de Colombia (UTC-5).

|  |                                                                    |
|  | Clasificado a Octavos de final.                                    |
|  | Eliminados.                                                        |
|  | Club retirado, descenso al Torneo Sub-20 B para la temporada 2025. |

### Grupo A
| Pos. | Equipo                | Pts. | PJ | G  | E  | P  | GF | GC | Dif. |
| ---- | --------------------- | ---- | -- | -- | -- | -- | -- | -- | ---- |
| 1    | Millonarios           | 41   | 20 | 12 | 3  | 5  | 52 | 26 | +26  |
| 2    | Fortaleza CEIF        | 40   | 20 | 11 | 2  | 7  | 41 | 17 | +24  |
| 3    | La Equidad            | 35   | 20 | 10 | 5  | 5  | 38 | 28 | +10  |
| 4    | Santa Fe              | 34   | 20 | 10 | 6  | 4  | 41 | 30 | +11  |
| 5    | Patriotas             | 28   | 20 | 7  | 6  | 7  | 23 | 22 | +1   |
| 6    | Maracaneiros          | 28   | 20 | 8  | 8  | 4  | 29 | 34 | −5   |
| 7    | Boyacá Chicó          | 19   | 20 | 4  | 9  | 7  | 26 | 31 | −5   |
| 8    | Bogotá F. C.          | 19   | 20 | 4  | 9  | 7  | 26 | 40 | −14  |
| 9    | Plata Vinotinto y Oro | 19   | 20 | 5  | 4  | 11 | 29 | 44 | −15  |
| 10   | Tigres F. C.          | 18   | 20 | 4  | 10 | 6  | 19 | 29 | −10  |
| 11   | Alberto Zamora        | 17   | 20 | 3  | 9  | 8  | 20 | 43 | −23  |

### Grupo B
| Pos. | Equipo                 | Pts. | PJ | G  | E | P  | GF | GC | Dif. |
| ---- | ---------------------- | ---- | -- | -- | - | -- | -- | -- | ---- |
| 1    | Águilas Doradas        | 41   | 20 | 11 | 8 | 1  | 49 | 24 | +25  |
| 2    | Envigado F. C.         | 39   | 20 | 11 | 6 | 3  | 33 | 16 | +17  |
| 3    | Atlético Nacional      | 36   | 20 | 11 | 6 | 3  | 44 | 25 | +19  |
| 4    | Total Soccer           | 30   | 20 | 9  | 3 | 8  | 26 | 33 | −7   |
| 5    | Tiendas Margo's        | 29   | 20 | 9  | 2 | 9  | 24 | 32 | −8   |
| 6    | Independiente Medellín | 27   | 20 | 7  | 6 | 7  | 27 | 29 | −2   |
| 7    | Turbo F. C.            | 23   | 20 | 6  | 5 | 9  | 24 | 29 | −5   |
| 8    | Itagüí Leones          | 22   | 20 | 5  | 7 | 8  | 31 | 36 | −5   |
| 9    | Urabá Soccer           | 21   | 20 | 5  | 6 | 9  | 30 | 37 | −7   |
| 10   | Talentos Envigado      | 19   | 20 | 5  | 4 | 11 | 21 | 38 | −17  |
| 11   | Ciclos F. C.           | 13   | 20 | 3  | 4 | 13 | 15 | 25 | −10  |

### Grupo C
| Pos. | Equipo                     | Pts. | PJ | G  | E | P  | GF | GC | Dif. |
| ---- | -------------------------- | ---- | -- | -- | - | -- | -- | -- | ---- |
| 1    | Deportivo Pereira          | 43   | 20 | 13 | 4 | 3  | 38 | 16 | +22  |
| 2    | Internacional F. C.        | 42   | 20 | 13 | 3 | 4  | 36 | 13 | +23  |
| 3    | Deportivo Cali             | 41   | 20 | 13 | 2 | 5  | 40 | 27 | +13  |
| 4    | Deportivo Pasto            | 41   | 20 | 13 | 2 | 5  | 28 | 16 | +12  |
| 5    | América de Cali            | 40   | 20 | 12 | 4 | 4  | 45 | 16 | +29  |
| 6    | Boca Juniors de Cali       | 22   | 20 | 6  | 4 | 10 | 20 | 29 | −9   |
| 7    | Orsomarso                  | 20   | 20 | 6  | 2 | 12 | 29 | 41 | −12  |
| 8    | Depor Valencia             | 19   | 20 | 4  | 7 | 9  | 27 | 41 | −14  |
| 9    | Deportes Quindío           | 18   | 20 | 4  | 6 | 10 | 21 | 39 | −18  |
| 10   | Atlético Faustino Asprilla | 12   | 20 | 3  | 3 | 14 | 25 | 53 | −28  |
| 11   | Atlético F. C.             | 10   | 20 | 1  | 7 | 12 | 11 | 29 | −18  |

### Grupo D
| Pos. | Equipo             | Pts. | PJ | G  | E | P  | GF | GC | Dif. |
| ---- | ------------------ | ---- | -- | -- | - | -- | -- | -- | ---- |
| 1    | Junior             | 34   | 18 | 10 | 4 | 4  | 26 | 19 | +7   |
| 2    | Jaguares           | 33   | 18 | 9  | 6 | 3  | 33 | 24 | +9   |
| 3    | Real Cartagena     | 32   | 18 | 8  | 8 | 2  | 27 | 16 | +11  |
| 4    | Barranquilla F. C. | 28   | 18 | 7  | 7 | 4  | 25 | 16 | +9   |
| 5    | Fusión Caribe      | 25   | 18 | 6  | 7 | 5  | 25 | 21 | +4   |
| 6    | Academia de Crespo | 22   | 18 | 6  | 4 | 8  | 28 | 28 | 0    |
| 7    | Costa Azul         | 21   | 18 | 5  | 6 | 7  | 23 | 27 | −4   |
| 8    | Unión Magdalena    | 21   | 18 | 5  | 6 | 7  | 19 | 23 | −4   |
| 9    | Deportivo Galapa   | 16   | 18 | 4  | 4 | 10 | 24 | 37 | −13  |
| 10   | River Magdalena    | 11   | 18 | 3  | 2 | 13 | 20 | 39 | −19  |

### Grupo E
| Pos. | Equipo              | Pts. | PJ | G | E | P  | GF | GC | Dif. |
| ---- | ------------------- | ---- | -- | - | - | -- | -- | -- | ---- |
| 1    | Alianza F. C.       | 32   | 16 | 9 | 5 | 2  | 21 | 10 | +11  |
| 2    | Cúcuta Deportivo    | 31   | 16 | 9 | 4 | 3  | 27 | 10 | +17  |
| 3    | Olímpicas Fútbol    | 29   | 16 | 8 | 5 | 3  | 30 | 17 | +13  |
| 4    | Olympic C. D.       | 29   | 16 | 9 | 2 | 5  | 31 | 21 | +10  |
| 5    | Dársena F. C.       | 26   | 16 | 7 | 5 | 4  | 32 | 18 | +14  |
| 6    | Cúcuta F. C.        | 22   | 16 | 5 | 3 | 8  | 24 | 29 | −5   |
| 7    | Alianza Vallenata   | 18   | 16 | 5 | 3 | 8  | 27 | 31 | −4   |
| 8    | Cordeajax           | 13   | 16 | 3 | 4 | 9  | 12 | 25 | −13  |
| 9    | San Francisco F. C. | 0    | 16 | 0 | 0 | 16 | 2  | 45 | −43  |

### Grupo F
| Pos. | Equipo               | Pts. | PJ | G  | E | P  | GF | GC | Dif. |
| ---- | -------------------- | ---- | -- | -- | - | -- | -- | -- | ---- |
| 1    | Once Caldas          | 39   | 20 | 12 | 3 | 5  | 46 | 17 | +29  |
| 2    | Deportes Tolima      | 38   | 20 | 11 | 5 | 4  | 41 | 15 | +26  |
| 3    | Atlético Huila       | 36   | 20 | 9  | 9 | 2  | 37 | 18 | +19  |
| 4    | Llaneros             | 30   | 20 | 8  | 6 | 6  | 38 | 28 | +10  |
| 5    | Real Santander       | 30   | 20 | 8  | 6 | 6  | 31 | 30 | +1   |
| 6    | CEIF FC              | 28   | 20 | 7  | 7 | 6  | 32 | 28 | +4   |
| 7    | Atlético Bucaramanga | 24   | 20 | 5  | 9 | 6  | 24 | 23 | +1   |
| 8    | Real Cundinamarca    | 24   | 20 | 6  | 6 | 8  | 23 | 29 | −6   |
| 9    | Martín García & RJB  | 20   | 20 | 5  | 5 | 10 | 28 | 47 | −19  |
| 10   | Real Cumare          | 20   | 20 | 5  | 5 | 10 | 23 | 45 | −22  |
| 11   | PSD Panteras         | 7    | 20 | 0  | 7 | 13 | 17 | 60 | −43  |

## Fases finales
Las fases de eliminación directa o fases finales, corresponden a los Octavos de final, Cuartos de final, Semifinales y Final, en las cuales se juegan partidos de ida y vuelta, a eliminación directa. A esta fase clasificarán dieciséis equipos provenientes de la Fase de grupos.

### Tabla de terceros lugares
Los seis (6) equipos que ocupen el tercer lugar de sus respectivos grupos en la I FASE se ubican en una tabla de terceros lugares por promedio para definir los cuatro mejores terceros clasificados a la II FASE.
| Pos. | Equipo            | Prom. | Pts. | PJ | G  | E | P | GF | GC | Dif. |
| ---- | ----------------- | ----- | ---- | -- | -- | - | - | -- | -- | ---- |
| 1.   | Deportivo Cali    | 2.05  | 41   | 20 | 13 | 2 | 5 | 40 | 27 | +13  |
| 2.   | Olímpicas Fútbol  | 1.81  | 29   | 16 | 8  | 5 | 3 | 30 | 17 | +13  |
| 3.   | Atlético Nacional | 1.8   | 36   | 20 | 10 | 6 | 4 | 44 | 25 | +19  |
| 4.   | Atlético Huila    | 1.8   | 36   | 20 | 9  | 9 | 2 | 37 | 18 | +19  |
| 5.   | Real Cartagena    | 1.78  | 32   | 18 | 8  | 8 | 2 | 27 | 16 | +11  |
| 6.   | La Equidad        | 1.75  | 35   | 20 | 10 | 5 | 5 | 28 | 35 | +10  |

### Reclasificación primera fase
Los dieciséis (16) equipos que resulten clasificados de la I FASE, jugarán la II FASE, para lo cual se conformarán ocho (8) llaves de dos (2) equipos cada una, se enfrentarán en un ordenamiento de acuerdo a la tabla de reclasificación de la I FASE de modo que el mejor clasificado de la fase disputará la llave frente al clasificado con menor puntaje. Debido a que los grupos no estaban pares, esta tabla se definió mediante promedio.
| Pos. | Equipo              | Prom. | Pts. | PJ | G  | E | P | GF | GC | Dif. |
| ---- | ------------------- | ----- | ---- | -- | -- | - | - | -- | -- | ---- |
| 1.   | Deportivo Pereira   | 2.15  | 43   | 20 | 13 | 4 | 3 | 38 | 16 | 22   |
| 2.   | Internacional F. C. | 2.1   | 42   | 20 | 13 | 3 | 4 | 36 | 13 | 23   |
| 3.   | Millonarios         | 2.05  | 41   | 20 | 12 | 3 | 5 | 52 | 26 | 26   |
| 4.   | Águilas Doradas     | 2.05  | 41   | 20 | 11 | 8 | 1 | 49 | 24 | 25   |
| 5.   | Deportivo Cali      | 2.05  | 41   | 20 | 13 | 2 | 5 | 40 | 27 | 13   |
| 6.   | Fortaleza CEIF      | 2     | 40   | 20 | 11 | 2 | 7 | 41 | 17 | 24   |
| 7.   | Alianza F. C.       | 2     | 32   | 16 | 9  | 5 | 2 | 21 | 10 | 11   |
| 8.   | Once Caldas         | 1.95  | 39   | 20 | 12 | 3 | 5 | 46 | 17 | 29   |
| 9.   | Envigado F. C.      | 1.95  | 39   | 20 | 11 | 6 | 3 | 33 | 16 | 17   |
| 10.  | Cúcuta Deportivo    | 1.94  | 31   | 16 | 9  | 4 | 3 | 27 | 10 | 17   |
| 11.  | Deportes Tolima     | 1.9   | 38   | 20 | 11 | 5 | 4 | 41 | 15 | 26   |
| 12.  | Junior              | 1.89  | 34   | 18 | 10 | 4 | 4 | 26 | 19 | 7    |
| 13.  | Jaguares            | 1.83  | 33   | 18 | 9  | 6 | 3 | 33 | 24 | 9    |
| 14.  | Olímpicas Fútbol    | 1.81  | 29   | 16 | 8  | 5 | 3 | 30 | 17 | 13   |
| 15.  | Atlético Nacional   | 1.8   | 36   | 20 | 11 | 6 | 3 | 44 | 25 | 19   |
| 16.  | Atlético Huila      | 1.8   | 36   | 20 | 9  | 9 | 2 | 37 | 18 | 19   |

Fuente: FCF
|  |                                           |
|  | Cierra la serie en condición de local     |
|  | Cierra la serie en condición de visitante |

### Cuadro de desarrollo
|  | Octavos de final   | Octavos de final    | Octavos de final   | Octavos de final    | Octavos de final   |   |       | Cuartos de final    | Cuartos de final    | Cuartos de final    | Cuartos de final    | Cuartos de final    |  |   | Semifinales         | Semifinales         | Semifinales         | Semifinales         | Semifinales         |  |   | Final                | Final                | Final                | Final                | Final                |  |
|  | 4 al 14 de octubre | 4 al 14 de octubre  | 4 al 14 de octubre | 4 al 14 de octubre  | 4 al 14 de octubre |   |       | 19 al 27 de octubre | 19 al 27 de octubre | 19 al 27 de octubre | 19 al 27 de octubre | 19 al 27 de octubre |  |   | 3 al 8 de noviembre | 3 al 8 de noviembre | 3 al 8 de noviembre | 3 al 8 de noviembre | 3 al 8 de noviembre |  |   | 24 y 29 de noviembre | 24 y 29 de noviembre | 24 y 29 de noviembre | 24 y 29 de noviembre | 24 y 29 de noviembre |  |
|  |                    |                     |                    |                     |                    |   |       |                     |                     |                     |                     |                     |  |   |                     |                     |                     |                     |                     |  |   |                      |                      |                      |                      |                      |  |
|  |                    |                     |                    |                     |                    |   |       |                     |                     |                     |                     |                     |  |   |                     |                     |                     |                     |                     |  |   |                      |                      |                      |                      |                      |  |
|  | 1                  | Deportivo Pereira   | 1                  | 3                   | 4 (2)              |   |       |                     |                     |                     |                     |                     |  |   |                     |                     |                     |                     |                     |  |   |                      |                      |                      |                      |                      |  |
|  | 1                  | Deportivo Pereira   | 1                  | 3                   | 4 (2)              |   |       |                     |                     |                     |                     |                     |  |   |                     |                     |                     |                     |                     |  |   |                      |                      |                      |                      |                      |  |
|  | 16                 | Atlético Huila      | 3                  | 1                   | 4 (4)              |   |       |                     |                     |                     |                     |                     |  |   |                     |                     |                     |                     |                     |  |   |                      |                      |                      |                      |                      |  |
|  | 16                 | Atlético Huila      | 3                  | 1                   | 4 (4)              |   | 8     | Once Caldas         | 0                   | 1                   | 1 (5)               |                     |  |   |                     |                     |                     |                     |                     |  |   |                      |                      |                      |                      |                      |  |
|  |                    |                     |                    |                     |                    |   | 8     | Once Caldas         | 0                   | 1                   | 1 (5)               |                     |  |   |                     |                     |                     |                     |                     |  |   |                      |                      |                      |                      |                      |  |
|  |                    |                     | 16                 | Atlético Huila      | 1                  | 0 | 1 (6) |                     |                     |                     |                     |                     |  |   |                     |                     |                     |                     |                     |  |   |                      |                      |                      |                      |                      |  |
|  | 8                  | Once Caldas         | 16                 | Atlético Huila      | 1                  | 0 | 1 (6) | 0                   | 1                   | 1                   |                     |                     |  |   |                     |                     |                     |                     |                     |  |   |                      |                      |                      |                      |                      |  |
|  | 8                  | Once Caldas         |                    |                     |                    |   |       |                     |                     | 1                   |                     |                     |  |   |                     |                     |                     |                     |                     |  |   |                      |                      |                      |                      |                      |  |
|  | 9                  | Envigado F. C.      | 0                  | 0                   | 0                  |   |       |                     |                     |                     |                     |                     |  |   |                     |                     |                     |                     |                     |  |   |                      |                      |                      |                      |                      |  |
|  | 9                  | Envigado F. C.      | 0                  | 0                   | 0                  |   |       |                     |                     |                     |                     |                     |  | 5 | Deportivo Cali      | 3                   | 1                   | 4 (2)               |                     |  |   |                      |                      |                      |                      |                      |  |
|  |                    |                     |                    |                     |                    |   |       |                     |                     |                     |                     |                     |  | 5 | Deportivo Cali      | 3                   | 1                   | 4 (2)               |                     |  |   |                      |                      |                      |                      |                      |  |
|  |                    |                     | 16                 | Atlético Huila      | 2                  | 2 | 4 (4) |                     |                     |                     |                     |                     |  |   |                     |                     |                     |                     |                     |  |   |                      |                      |                      |                      |                      |  |
|  | 5                  | Deportivo Cali      | 16                 | Atlético Huila      | 2                  | 2 | 4 (4) | 0                   | 2                   | 2                   |                     |                     |  |   |                     |                     |                     |                     |                     |  |   |                      |                      |                      |                      |                      |  |
|  | 5                  | Deportivo Cali      |                    |                     |                    |   |       |                     |                     | 2                   |                     |                     |  |   |                     |                     |                     |                     |                     |  |   |                      |                      |                      |                      |                      |  |
|  | 12                 | Junior              | 0                  | 1                   | 1                  |   |       |                     |                     |                     |                     |                     |  |   |                     |                     |                     |                     |                     |  |   |                      |                      |                      |                      |                      |  |
|  | 12                 | Junior              | 0                  | 1                   | 1                  |   | 5     | Deportivo Cali      | 4                   | 1                   | 5                   |                     |  |   |                     |                     |                     |                     |                     |  |   |                      |                      |                      |                      |                      |  |
|  |                    |                     |                    |                     |                    |   | 5     | Deportivo Cali      | 4                   | 1                   | 5                   |                     |  |   |                     |                     |                     |                     |                     |  |   |                      |                      |                      |                      |                      |  |
|  |                    |                     | 13                 | Jaguares            | 1                  | 2 | 3     |                     |                     |                     |                     |                     |  |   |                     |                     |                     |                     |                     |  |   |                      |                      |                      |                      |                      |  |
|  | 4                  | Águilas Doradas     | 13                 | Jaguares            | 1                  | 2 | 3     | 0                   | 1                   | 1                   |                     |                     |  |   |                     |                     |                     |                     |                     |  |   |                      |                      |                      |                      |                      |  |
|  | 4                  | Águilas Doradas     |                    |                     |                    |   |       |                     |                     | 1                   |                     |                     |  |   |                     |                     |                     |                     |                     |  |   |                      |                      |                      |                      |                      |  |
|  | 13                 | Jaguares            | 3                  | 1                   | 4                  |   |       |                     |                     |                     |                     |                     |  |   |                     |                     |                     |                     |                     |  |   |                      |                      |                      |                      |                      |  |
|  | 13                 | Jaguares            | 3                  | 1                   | 4                  |   |       |                     |                     |                     |                     |                     |  |   |                     |                     |                     |                     |                     |  | 6 | Fortaleza CEIF       | 0                    | 4                    | 4                    |                      |  |
|  |                    |                     |                    |                     |                    |   |       |                     |                     |                     |                     |                     |  |   |                     |                     |                     |                     |                     |  | 6 | Fortaleza CEIF       | 0                    | 4                    | 4                    |                      |  |
|  |                    |                     | 16                 | Atlético Huila      | 0                  | 1 | 1     |                     |                     |                     |                     |                     |  |   |                     |                     |                     |                     |                     |  |   |                      |                      |                      |                      |                      |  |
|  | 2                  | Internacional F. C. | 16                 | Atlético Huila      | 0                  | 1 | 1     | 1                   | 3                   | 4                   |                     |                     |  |   |                     |                     |                     |                     |                     |  |   |                      |                      |                      |                      |                      |  |
|  | 2                  | Internacional F. C. |                    |                     |                    |   |       |                     |                     | 4                   |                     |                     |  |   |                     |                     |                     |                     |                     |  |   |                      |                      |                      |                      |                      |  |
|  | 15                 | Atlético Nacional   | 2                  | 0                   | 2                  |   |       |                     |                     |                     |                     |                     |  |   |                     |                     |                     |                     |                     |  |   |                      |                      |                      |                      |                      |  |
|  | 15                 | Atlético Nacional   | 2                  | 0                   | 2                  |   | 2     | Internacional F. C. | 2                   | 1                   | 4 (4)               |                     |  |   |                     |                     |                     |                     |                     |  |   |                      |                      |                      |                      |                      |  |
|  |                    |                     |                    |                     |                    |   | 2     | Internacional F. C. | 2                   | 1                   | 4 (4)               |                     |  |   |                     |                     |                     |                     |                     |  |   |                      |                      |                      |                      |                      |  |
|  |                    |                     | 7                  | Alianza F. C.       | 3                  | 2 | 4 (3) |                     |                     |                     |                     |                     |  |   |                     |                     |                     |                     |                     |  |   |                      |                      |                      |                      |                      |  |
|  | 7                  | Alianza F. C.       | 7                  | Alianza F. C.       | 3                  | 2 | 4 (3) | 3                   | 1                   | 4                   |                     |                     |  |   |                     |                     |                     |                     |                     |  |   |                      |                      |                      |                      |                      |  |
|  | 7                  | Alianza F. C.       |                    |                     |                    |   |       |                     |                     | 4                   |                     |                     |  |   |                     |                     |                     |                     |                     |  |   |                      |                      |                      |                      |                      |  |
|  | 11                 | Cúcuta Deportivo    | 1                  | 1                   | 2                  |   |       |                     |                     |                     |                     |                     |  |   |                     |                     |                     |                     |                     |  |   |                      |                      |                      |                      |                      |  |
|  | 11                 | Cúcuta Deportivo    | 1                  | 1                   | 2                  |   |       |                     |                     |                     |                     |                     |  | 6 | Fortaleza CEIF      | 1                   | 2                   | 3                   |                     |  |   |                      |                      |                      |                      |                      |  |
|  |                    |                     |                    |                     |                    |   |       |                     |                     |                     |                     |                     |  | 6 | Fortaleza CEIF      | 1                   | 2                   | 3                   |                     |  |   |                      |                      |                      |                      |                      |  |
|  |                    |                     | 2                  | Internacional F. C. | 1                  | 1 | 2     |                     |                     |                     |                     |                     |  |   |                     |                     |                     |                     |                     |  |   |                      |                      |                      |                      |                      |  |
|  | 3                  | Millonarios         | 2                  | Internacional F. C. | 1                  | 1 | 2     | 3                   | 7                   | 10                  |                     |                     |  |   |                     |                     |                     |                     |                     |  |   |                      |                      |                      |                      |                      |  |
|  | 3                  | Millonarios         |                    |                     |                    |   |       |                     |                     | 10                  |                     |                     |  |   |                     |                     |                     |                     |                     |  |   |                      |                      |                      |                      |                      |  |
|  | 14                 | Olímpicas Fútbol    | 3                  | 1                   | 4                  |   |       |                     |                     |                     |                     |                     |  |   |                     |                     |                     |                     |                     |  |   |                      |                      |                      |                      |                      |  |
|  | 14                 | Olímpicas Fútbol    | 3                  | 1                   | 4                  |   | 3     | Millonarios         | 0                   | 2                   | 2                   |                     |  |   |                     |                     |                     |                     |                     |  |   |                      |                      |                      |                      |                      |  |
|  |                    |                     |                    |                     |                    |   | 3     | Millonarios         | 0                   | 2                   | 2                   |                     |  |   |                     |                     |                     |                     |                     |  |   |                      |                      |                      |                      |                      |  |
|  |                    |                     | 6                  | Fortaleza CEIF      | 1                  | 2 | 3     |                     |                     |                     |                     |                     |  |   |                     |                     |                     |                     |                     |  |   |                      |                      |                      |                      |                      |  |
|  | 6                  | Fortaleza CEIF      | 6                  | Fortaleza CEIF      | 1                  | 2 | 3     | 1                   | 2                   | 3                   |                     |                     |  |   |                     |                     |                     |                     |                     |  |   |                      |                      |                      |                      |                      |  |
|  | 6                  | Fortaleza CEIF      |                    |                     |                    |   |       |                     |                     | 3                   |                     |                     |  |   |                     |                     |                     |                     |                     |  |   |                      |                      |                      |                      |                      |  |
|  | 11                 | Deportes Tolima     | 1                  | 1                   | 2                  |   |       |                     |                     |                     |                     |                     |  |   |                     |                     |                     |                     |                     |  |   |                      |                      |                      |                      |                      |  |
|  | 11                 | Deportes Tolima     | 1                  | 1                   | 2                  |   |       |                     |                     |                     |                     |                     |  |   |                     |                     |                     |                     |                     |  |   |                      |                      |                      |                      |                      |  |
|  |                    |                     |                    |                     |                    |   |       |                     |                     |                     |                     |                     |  |   |                     |                     |                     |                     |                     |  |   |                      |                      |                      |                      |                      |  |

Nota: En las series a dos partidos, el equipo con el mejor promedio en la Reclasificación acumulada en cada fase es el que define como local.

### Octavos de final
| 5 de octubre de 2024 | Atlético Huila | 3:1 | Deportivo Pereira | Sede deportiva Atlético Huila, Neiva |  |
| 11:00                |                |     |                   |                                      |  |

| 13 de octubre de 2024 | Deportivo Pereira | 3:1 (2:4 p.) | Atlético Huila | Estadio Hernán Ramírez Villegas, Pereira |  |
| 10:00                 |                   |              |                |                                          |  |

| 8 de octubre de 2024 | Atlético Nacional | 2:1 | Internacional F. C. | Sede Deportiva de Atlético Nacional, Guarne |  |
| 10:00                |                   |     |                     |                                             |  |

| 11 de octubre de 2024 | Internacional F. C.                                         | 3:0 (1:0) | Atlético Nacional | Sede Deportiva Tres Esquinas, Tuluá |  |
| 10:00                 | Neider Góngora 44' · Yacer Ariza 49' · Yefrei Rodríguez 55' |           |                   |                                     |  |

| 5 de octubre de 2024 | Olímpicas Fútbol                                            | 3:3 (1:2) | Millonarios                                                              | Polideportivo Chapinero, Bogotá |  |
| 11:00                | Kevin Bayona 32' · Jhoan Villalba 60' · Melvin Sandoval 85' |           | Jhonatan González 31' (pen.) · Sebastián Mosquera 37' · Darwin Cuero 48' |                                 |  |

| 12 de octubre de 2024 | Millonarios | 7:1 (4:0) | Olímpicas Fútbol     | Sede Deportiva Xcoli, Bogotá |  |
| 10:00                 | Johan Rodallega 1' · Luis Marimón 29', 35', 76' · Kevin Álvarez 37' · Brayan Campaz 63' · Sebastián González 79' | Reporte   | Marcos Hernández 86' |                              |  |

| 5 de octubre de 2024 | Jaguares                                                 | 3:0 (1:0) | Águilas Doradas | Sede Deportiva Jaguares FC, Montería |  |
| 10:10                | Franco Neira 2' · Sergio Cardona 64' · Yulián Acosta 68' |           |                 |                                      |  |

| 11 de octubre de 2024 | Águilas Doradas  | 1:1 (0:0) | Jaguares        | Estadio Alberto Grisales, Rionegro |  |
| 18:00                 | Ángel Cortés 79' |           | David Reyes 76' |                                    |  |

| 4 de octubre de 2024 | Junior | 0:0     | Deportivo Cali | Estadio Romelio Martínez, Barranquilla |  |
| 14:00                |        | Reporte |                |                                        |  |

| 14 de octubre de 2024 | Deportivo Cali    | 2:1 (2:1) | Junior                                             | Estadio Deportivo Cali, Cali |  |
| 10:10; TV: Win Sports | Saleth Puello 32' | Reporte   | Luis Daniel Carcamo 33' · Daniel Meriño 43' (a.g.) |                              |  |

| 4 de octubre de 2024 | Deportes Tolima | 1:1 | Fortaleza CEIF | Sede Deportiva Deportes Tolima, Ibagué |  |
| 10:00                |                 |     |                |                                        |  |

| 13 de octubre de 2024 | Fortaleza CEIF                            | 2:1 (1:0) | Deportes Tolima  | Parque Estadio Olaya Herrera, Bogotá |  |
| 11:00; TV: Win Sports | Emilio Gutiérrez 35' · Jader Martínez 73' | Reporte   | Michael Díaz 59' |                                      |  |

| 5 de octubre de 2024 | Cúcuta Deportivo    | 1:3 (0:1) | Alianza F. C.                             | Polideportivo Chapinero, Cúcuta |  |
| 15:00                | Hassler Beltrán 49' |           | Johan Parra 25', 63' · Daniel Cabrera 55' |                                 |  |

| 13 de octubre de 2024 | Alianza F. C.          | 1:1 (0:1) | Cúcuta Deportivo         | Estadio Armando Maestre, Valledupar |  |
| 10:00                 | Weymar Satizabal 90+2' |           | Keiner Rengifo 5' (a.g.) |                                     |  |

| 6 de octubre de 2024  | Envigado F. C. | 0:0 | Once Caldas | Estadio Polideportivo Sur, Envigado |  |
| 10:00; TV: Win Sports |                |     |             |                                     |  |

| 11 de octubre de 2024 | Once Caldas       | 1:0 (1:0) | Envigado F. C. | Cancha sintética Luis Fernando Montoya, Manizales |  |
| 10:00                 | Esteban Arias 31' |           |                |                                                   |  |

### Cuartos de final
| 19 de octubre de 2024 | Atlético Huila      | 1:0 (0:0) | Once Caldas | Sede deportiva Atlético Huila, Neiva |  |
| 11:15, TV: Win Sports | Jesús Rodríguez 63' | Reporte   |             |                                      |  |

| 25 de octubre de 2024 | Once Caldas | 1:0 (0:0) (5:6 p.)         | Atlético Huila | Estadio Palogrande, Manizales |  |
| 9:00                  | Jorge Angulo 90+2'                                                                                                | Reporte                    | |                               |  |
|                       | | Tiros desde el punto penal | |                               |  |
|                       | Frank Ruiz · Esteban Arias · Jorge Angulo · Emanuel Villada · Jeyson Velasco · Johao González · Sebastián Gallego |                            | Sebastián Plata · Tomás Díaz · Oscar Vivas · Sebastián Perdomo · Alejandro Trujillo · Alejandro Cura · Alan García |                               |  |

| 20 de octubre de 2024 | Jaguares           | 1:4 (0:1) | Deportivo Cali                                                          | Sede Deportiva Jaguares FC, Montería |  |
| 10:00                 | Sergio Cardona 65' |           | Kleiton Cuéllar 27', 59' · Cristian Alomía 63' · Juan Manuel Arango 78' |                                      |  |

| 26 de octubre de 2024 | Deportivo Cali      | 1:2 (1:0) | Jaguares                                   | Estadio Deportivo Cali, Palmira |  |
| 10:30, TV: Win Sports | Fredy Castañeda 16' | Reporte   | Juan Manuel Yanes 47' · Mario Machacón 75' |                                 |  |

| 20 de octubre de 2024 | Alianza F. C.                              | 3:2 (0:2) | Internacional F. C.                    | Estadio Armando Maestre Pavajeau, Valledupar |  |
| 15:00                 | Sergio Aponzá 65' · Jesús Pérez 85', 90+1' |           | Yoshan Valois 8' · Jhoiner Montiel 45' |                                              |  |

| 27 de octubre de 2024         | Internacional F. C.                                                          | 2:1 (1:1) (4:3 p.)         | Alianza F. C.                                                                 | Sede Deportiva Tres Esquinas, Tuluá |  |
| 10:00, TV: YouTube Win Sports | Danny Zúñiga 42' (pen.), 66'                                                 | Reporte                    | Johan Parra 32'                                                               |                                     |  |
|                               |                                                                              | Tiros desde el punto penal |                                                                               |                                     |  |
|                               | Jhoiner Montiel · Émerson Viveros · Danny Zúñiga · Yacer Ariza · Jhon Guzmán |                            | Samuel Nieto · Antonio Simancas · Johan Parra · Walter Machado · Julio Romero |                                     |  |

| 20 de octubre de 2024 | Fortaleza CEIF          | 1:0 (1:0) | Millonarios | Estadio Metropolitano de Techo, Bogotá |  |
| 11:45, TV: Win Sports | Jhon Jader Martínez 43' | Reporte   |             |                                        |  |

| 27 de octubre de 2024         | Millonarios                                     | 2:2 (2:1) | Fortaleza CEIF                                         | Sede Deportiva Xcoli, Bogotá |  |
| 12:00, TV: YouTube Win Sports | Sebastián Mosquera 3' · Néiser Villarreal 45+2' | Reporte   | Jimmar Santiago Leudo 8' · Emilio Gutiérrez 47' (pen.) |                              |  |

### Semifinal
| 4 de noviembre de 2024 | Atlético Huila             | 2:3 (0:3) | Deportivo Cali                                | Estadio Guillermo Plazas Alcid, Neiva |  |
| 11:15, TV: Win Sports  | José David Montes 52', 76' | Reporte   | Cristian Alomía 4', 13' · Kleiton Cuéllar 32' |                                       |  |

| 8 de noviembre de 2024 | Deportivo Cali                                                     | 1:2 (0:1) (2:4 p.)         | Atlético Huila                                                     | Estadio Deportivo Cali, Palmira |  |
| 14:00, TV: Win Sports  | Freddy Castañeda 68'                                               | Reporte                    | Jesús Rodríguez 34' · Tomás Díaz 65'                               |                                 |  |
|                        |                                                                    | Tiros desde el punto penal |                                                                    |                                 |  |
|                        | Kleiton Cuéllar · Saleth Puello · Jean Galindo · Santiago Martínez |                            | Sebastián Perdomo · Hernán De Arco · Óscar Vivas · Sebastián Plata |                                 |  |

| 3 de noviembre de 2024 | Internacional F. C.                       | 2:1 (1:0) | Fortaleza CEIF       | Sede Deportiva Tres Esquinas, Tuluá |  |
| 10:15, TV: Win Sports  | Jeffrey Rodríguez 16' · Stiven Valois 85' | Reporte   | Sebastián Prieto 90' |                                     |  |

| 7 de noviembre de 2024 | Fortaleza CEIF                                    | 2:0 (1:0) | Internacional F. C. | Parque Estadio Olaya Herrera, Bogotá |  |
| 14:00, TV: Win Sports  | Edwin Cabezas 11' · Jhon Sebastián Palacios 90+3' | Reporte   |                     |                                      |  |

### Final
| 24 de noviembre de 2024 | Atlético Huila | 0:0     | Fortaleza CEIF | Estadio Guillermo Plazas Alcid, Neiva |  |
| 11:00, TV: Win Sports   |                | Reporte |                |                                       |  |

| 29 de noviembre de 2024 | Fortaleza CEIF                                                                                              | 4:1 (1:0) | Atlético Huila        | Parque Estadio Olaya Herrera, Bogotá |  |
| 18:00, TV: Win Sports   | Jhon Sebastián Palacios 35' · Jhon Jader Martínez 48' · Sebastián Ramírez 55' · Emilio Gutiérrez 70' (pen.) | Reporte   | Tomás Díaz 75' (pen.) |                                      |  |

|                                    |
| Bandera de Colombia                |
| Campeón Fortaleza CEIF 1.er título |

## Estadísticas

### Goleadores
Estos son los principales anotadores del torneo:
| Jugador                | Equipo              | Goles |
| ---------------------- | ------------------- | ----- |
| Luis Marimón           | Millonarios         | 18    |
| Bayron Caicedo         | La Equidad          | 15    |
| Kleiton Cuéllar        | Deportivo Cali      | 15    |
| Alejandro Álvarez      | Deportivo Pereira   | 14    |
| Yojan Garcés           | América de Cali     | 13    |
| Blandon Mosquera       | Atlético Nacional   | 13    |
| Juan Carlos Piedrahita | Depor Valencia      | 13    |
| Wilson Jair Velásquez  | Martín García & RJB | 13    |

Fuente: FCF

### Descenso
Los últimos 13 equipos en la tabla de reclasificación de la primera fase descienden al Torneo Sub-20 B. A continuación solo se muestran los últimos 20 equipos ubicados en los lugares 44 al 63.
| Pos. | Gr. | Equipo                         | Prom. | Pts. | PJ | G | E  | P  | GF | GC | Dif. |
| ---- | --- | ------------------------------ | ----- | ---- | -- | - | -- | -- | -- | -- | ---- |
| 44.  | B   | Urabá Soccer                   | 1.05  | 21   | 20 | 5 | 6  | 9  | 30 | 37 | -7   |
| 45.  | C   | Orsomarso                      | 1     | 20   | 20 | 6 | 2  | 12 | 29 | 41 | -12  |
| 46.  | F   | Martín García & RJB            | 1     | 20   | 20 | 5 | 5  | 10 | 28 | 47 | -19  |
| 47.  | F   | Real Cumare                    | 1     | 20   | 20 | 5 | 5  | 10 | 23 | 45 | -22  |
| 48.  | A   | Boyacá Chicó                   | 0.95  | 19   | 20 | 4 | 9  | 7  | 26 | 31 | -5   |
| 49.  | C   | Depor Valencia                 | 0.95  | 19   | 20 | 4 | 7  | 9  | 27 | 41 | -14  |
| 50.  | A   | Bogotá F. C.                   | 0.95  | 19   | 20 | 4 | 9  | 7  | 26 | 40 | -14  |
| 51.  | A   | Plata Vinotinto y Oro (D)      | 0.95  | 19   | 20 | 5 | 4  | 11 | 29 | 44 | -15  |
| 52.  | B   | Talentos Envigado (D)          | 0.95  | 19   | 20 | 5 | 4  | 11 | 21 | 38 | -17  |
| 53.  | A   | Tigres F. C.                   | 0.9   | 18   | 20 | 4 | 10 | 6  | 19 | 29 | -10  |
| 54.  | C   | Deportes Quindío (D)           | 0.9   | 18   | 20 | 4 | 6  | 10 | 21 | 39 | -18  |
| 55.  | D   | Deportivo Galapa (D)           | 0.89  | 16   | 18 | 4 | 4  | 10 | 24 | 37 | -13  |
| 56.  | A   | Alberto Zamora (D)             | 0.85  | 17   | 20 | 3 | 9  | 8  | 20 | 43 | -23  |
| 57.  | E   | Cordeajax (D)                  | 0.81  | 13   | 16 | 3 | 4  | 9  | 12 | 25 | -13  |
| 58.  | B   | Ciclos F. C. (D)               | 0.65  | 13   | 20 | 3 | 4  | 13 | 15 | 25 | -10  |
| 59.  | D   | River Magdalena (D)            | 0.61  | 11   | 18 | 3 | 2  | 13 | 20 | 39 | -19  |
| 60.  | C   | Atlético Faustino Asprilla (D) | 0.6   | 12   | 20 | 3 | 3  | 14 | 25 | 53 | -28  |
| 61.  | C   | Atlético F. C. (D)             | 0.5   | 10   | 20 | 1 | 7  | 12 | 11 | 29 | -18  |
| 62.  | F   | PSD Panteras (D)               | 0.35  | 7    | 20 | 0 | 7  | 13 | 17 | 60 | -43  |
| 63.  | E   | San Francisco F. C. (R)        | 0     | 0    | 16 | 0 | 0  | 16 | 2  | 45 | -43  |

Fuente: FCF
| (D) | Descenso al Torneo Sub-20 B para la temporada 2025.                |
| (R) | Club retirado, descenso al Torneo Sub-20 B para la temporada 2025. |